# جيم مورغان (لاعب بولينغ)
جيم مورغان (بالإنجليزية: Jim Morgan) هو لاعب بولينغ بريطاني، ولد في 29 يناير 1933.